# Пам'ятник Ататюрку (Ізмір)
Пам'ятник Ататюрку — пам'ятник в Ізмірі, присвячений війні за незалежність Туреччини. На ньому зображений вершник Мустафа Кемаль Ататюрк.

## Географія
Пам'ятник стоїть на Площі Республіки в Ізмірі, Туреччина, 38°25′45″ пн. ш. 27°08′04″ сх. д. / 38.42917° пн. ш. 27.13444° сх. д.. Вона розташована на березі моря, а пам'ятник — приблизно за 60 метрів на південний схід від Ізмірської затоки (тобто Егейського моря).

## Історія
Муніципалітет і губернаторство Ізміра вирішили спорудити пам'ятник, присвячений Ататюрку, засновнику сучасної Туреччини. У 1929 році статую замовили в італійського скульптора П'єтра Каноніки, який раніше створив іншу статую Ататюрка в Стамбулі у 1928 році. Основу статуї розробив турецький архітектор Асим Кемюрджю, а саму статую встановили 27 липня 1932 року.

## Технічні деталі
Для основи монумента використовується червоний мармур з афьонкарагісара, а статуя виготовлена з бронзи. Вона зображує Ататюрка як їздця на коні у турецькій війні за незалежність. На підніжжі також є рельєфи зі сценами війни. Перед мармуровою основою викарбувана відома цитата Ататюрка: «Армії, ваша перша ціль — Середземне море. Вперед!».